# Corte dei conti della Federazione Russa
La Corte dei conti della Federazione Russa (in russo: Счётная палата Российской Федерации, Sčёtnaja palata rossijskoj Federacii) è l'organo supremo di controllo statale dei conti, istituito ai sensi dell'articolo 101 della Costituzione della Federazione Russa e responsabile dinanzi all'Assemblea federale. Sviluppa un "sentimento del contribuente" e garantisce il diritto costituzionale dei cittadini della Federazione Russa a partecipare alla gestione degli affari di stato attraverso l'attuazione di audit statali esterni.
La Corte dei conti:
- conduce un esame dei progetti di legge federali di bilancio e sui bilanci di altri fondi statali della Federazione Russa per l'esercizio finanziario seguente;
- conduce un audit del raggiungimento degli obiettivi strategici dello sviluppo della Federazione Russa;
- interagisce con le CSR regionali;
- si confronta con organi di controllo analoghi di stati esteri nell'ambito dell'Associazione internazionale delle istituzioni superiori di controllo (INTOSAI);
- informa la società sui risultati del proprio lavoro.

La missione della corte è promuovere un'amministrazione pubblica equa e responsabile come condizione necessaria per lo sviluppo sostenibile della società russa e una vita umana dignitosa.
Nell'ambito dei propri compiti, la Corte dei conti gode di un'autonomia organizzativa e funzionale.
La Corte dei conti della Russia, nella sua configurazione attuale, è stata costituita il 14 gennaio 1995 sulla base della Costituzione della Federazione Russa adottata nel dicembre 1993.

L'articolo 101 recita:
5. Per esercitare il controllo sulla redazione del bilancio federale, il Consiglio della Federazione e la Duma di Stato costituiscono la Corte dei Conti, la cui composizione e il cui ordinamento sono stabiliti dalla legge federale.

## Poteri
I poteri e le attività della Corte sono determinati dalla legge federale del 5 aprile 2013 n. 41-FZ "Sulla camera dei conti della Federazione Russa" , dagli standard statali di revisione contabile  Archiviato il 13 giugno 2022 in Internet Archive., nonché dai principi internazionali e gli standard di audit dell'Associazione internazionale delle istituzioni superiori di controllo (INTOSAI).
La Camera dei conti informa il Consiglio della Federazione e la Duma di Stato, nonché i responsabili delle ispezioni (autorità esecutive federali, altre istituzioni) sui risultati delle misure adottate.
La Corte valuta anche le attività di CSR degli enti costitutivi della Federazione Russa e dei comuni o degli organi legislativi (rappresentativi) del potere statale degli enti costitutivi della Federazione Russa. Sulla base dei risultati dell'istruttoria, la Camera dei Conti formula conclusioni sulla conformità delle attività di tali organi alla normativa sul controllo finanziario esterno statale e raccomandazioni per migliorarne l'efficienza.

## Composizione della Corte dei conti
Il principale organo direttivo della Corte è il Consiglio di presidenza. È composto dal Presidente della Corte dei Conti, dal Presidente aggiunto, da 12 revisori dei conti e da un capo di gabinetto (con diritto di voto consultivo).
| Consiglio di Presidenza                                  | Consiglio di Presidenza                   | Consiglio di Presidenza                 |
| -------------------------------------------------------- | ----------------------------------------- | --------------------------------------- |
| Presidente della Corte dei conti della Federazione Russa |                                           |                                         |
| Revisori dei conti                                       | Presidente aggiunto della Corte dei conti | Capo di gabinetto della Corte dei conti |

Il Presidente della Corte dei Conti è nominato dal Consiglio della Federazione su proposta del Presidente della Federazione Russa.
Il Presidente aggiunto della Corte dei Conti è nominato dalla Duma di Stato su proposta del Presidente della Federazione Russa.